# Маркен (Франция)
Марке́н (фр. Marquein) — коммуна во Франции, находится в регионе Лангедок — Руссильон. Департамент коммуны — Од. Входит в состав кантона Саль-сюр-л’Эр. Округ коммуны — Каркасон.
Код INSEE коммуны — 11218.

## Население
Население коммуны на 2008 год составляло 75 человек.
| 1962 | 1968 | 1975 | 1982 | 1990 | 1999 | 2008 |
| ---- | ---- | ---- | ---- | ---- | ---- | ---- |
| 63   | 85   | 53   | 42   | 42   | 59   | 75   |

## Экономика
В 2007 году среди 44 человек в трудоспособном возрасте (15—64 лет) 37 были экономически активными, 7 — неактивными (показатель активности — 84,1 %, в 1999 году было 59,5 %). Из 37 активных работали 34 человека (18 мужчин и 16 женщин), безработных было 3 (1 мужчина и 2 женщины). Среди 7 неактивных 2 человека были учениками или студентами, 2 — пенсионерами, 3 были неактивными по другим причинам.

## Достопримечательности
- Замок Маркен
- Замок Реленк